# Blackdance
Blackdance is het vierde muziekalbum van de Duitse specialist op het gebied van elektronische muziek Klaus Schulze. Het is opgenomen in Berlijn. Het is later opgenomen dan Picture Music, maar door problemen met de rechten van dat album verschijnt dit album eerder en wel op Brain Records. Het is het eerste album waarop de menselijke stem te horen is. Blackdance betekent eigenlijk de internationale doorbraak van Schulze. De waardering voor synthesizermuziek zit dan wereldwijd in de lift.

## Musici
- Klaus Schulze – elektronica
- Ernst Walter Siemon – zang (3)

## Composities
1. Ways of changes (17:14)
2. Some velvet phasing (8:24)
3. Voices of Syn (22:40)
4. Foreplay (10:33)
5. Synthies have (no) balls? (14 :42)

Foreplay en Synthies zijn bonustracks op de geremasterde versie die in 2007 verscheen. Het is onbekend wanneer de tracks zijn opgenomen of tot stand zijn gekomen. De tracks stonden op 3M Scotch-tapes, die Schulze volgens zijn zeggen nooit heeft gebruikt. Indicatie is dat ze dateren uit 1976.